# Plasmodesmos

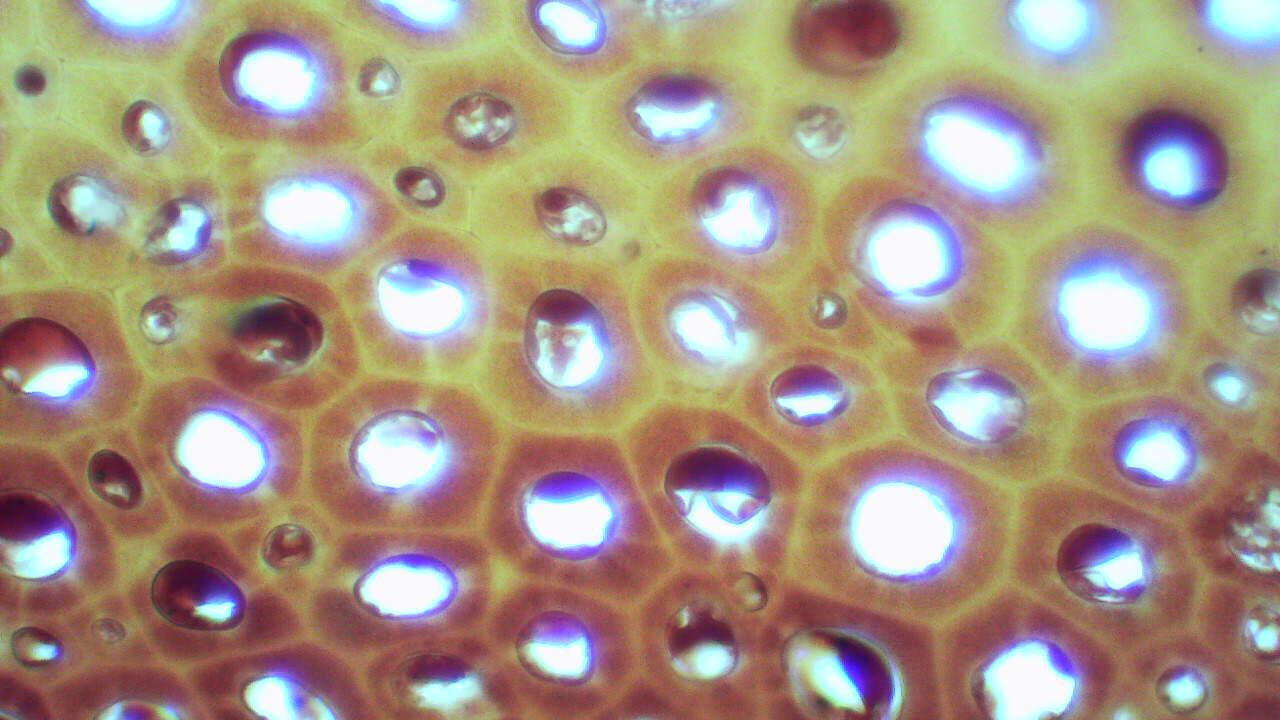
Plasmodesmata in einer Persimone

Ein Plasmodesmos (auch Plasmodesma) ist ein dünner, von einer Plasmamembran umgebener Plasmastrang, der durch die Zellwand einer Pflanzenzelle hindurch zur Nachbarzelle eine Verbindung schafft. Dank solcher Plasmodesmen kann somit über die Zellgrenze hinweg Stoffaustausch betrieben werden, welcher für die Zelle überlebenswichtig ist. Ein Plasmodesmos wird von einem Zentralstrang durchzogen (Desmotubulus). Dieser ist eine lokale Modifikation des Endoplasmatischen Reticulums (ER), der an beiden angrenzenden Zellen mit Zisternen des ER kontaktiert.
Die Singularformen Plasmodesmos und Plasmodesma werden im Deutschen gleichwertig benutzt und sind abgeleitet von griechisch plasmo- „das Gebilde, das Geformte“ und -desmos (bzw. neulateinisch -desma) „das Band“. Gebräuchlicher als eine der Singularformen sind in den Biowissenschaften aber die Pluralformen Plasmodesmen/Plasmodesmata.

## Quelle
- Peter Sitte, Elmar Weiler, Joachim W. Kadereit, Andreas Bresinsky, Christian Körner: Lehrbuch der Botanik für Hochschulen. Begründet von Eduard Strasburger. 35. Auflage. Spektrum Akademischer Verlag, Heidelberg 2002, ISBN 3-8274-1010-X.